# 아우토반 29호선
아우토반 29호선(독일어: Bundesautobahn 29)은 빌헬름스하펜에서 올덴부르크까지 이어주는 총연장 93km의 거리를 가진 아우토반 노선으로, 아우토반 1호선을 남북으로 유익하게 연결시켜 주는 도로망이기도 하다. 지금의 교통 상태는 다소 미미하나, 빌헬름스하펜에 있는 제이드웨저항이 본격적으로 운용하게 될 때 화물 운송이 크게 늘어날 가능성이 크다.